# Andrea Agostinelli
Andrea Agostinelli (Ancona, 20 aprile 1957) è un allenatore di calcio ed ex calciatore italiano, di ruolo centrocampista.

## Biografia
Coinvolto nello scandalo calcioscommesse (filone di Napoli) per la partita Portogruaro-Crotone, il 10 dicembre 2012 il PM Stefano Palazzi chiede per lui tre anni di squalifica mentre per il Portogruaro chiede 2 punti di penalizzazione e un'ammenda di 10 000 euro. Il 18 dicembre 2012 viene squalificato per un mese. Nell'agosto del 2014, suo figlio Gianmarco di 33 anni, è stato trovato morto in camera di un hotel.

## Caratteristiche tecniche

### Giocatore
Centrocampista centrale, era in grado di svolgere un lavoro di raccordo tra difesa e attacco grazie alle proprie doti agonistiche a cui univa fantasia nell'impostazione dell'azione. Per queste sue doti in gioventù era considerato l'erede di Luciano Re Cecconi.

### Allenatore
A inizio carriera ha schierato spesso le sue squadre con il 3-5-2, privilegiando il fraseggio stretto per vie centrali rispetto al gioco sulle fasce. Nelle stagioni successive ha adottato anche altri moduli, passando sempre più spesso a una difesa a 4.

## Carriera

### Giocatore

#### Club

Agostinelli (a sinistra) in azione in maglia laziale nel 1977, alle prese con lo juventino Gentile

Entrato nelle giovanili della Lazio, Agostinelli ha debuttato in Serie A il 19 ottobre 1975, in Perugia-Lazio (2-0). Nelle stagioni successive guadagna sempre più spazio, ereditando il ruolo di mezzala da Re Cecconi dopo la morte di quest'ultimo, e guadagnandosi la stima dell'allenatore Luís Vinício. Con i romani disputa 75 presenze con 2 gol in campionato, e nel 1979, dopo quattro stagioni in maglia biancoceleste, viene acquistato in prestito dal Napoli, allenato proprio da Vinicio. La stagione partenopea non è fortunata: gioca poco (9 presenze) e viene coinvolto nell'inchiesta sul calcioscommesse, uscendone assolto.
Rientrato alla Lazio, viene nuovamente girato in prestito alla Pistoiese, neopromossa in Serie A. In Toscana ritrova il posto da titolare, collezionando 27 presenze, ma la squadra termina il campionato all'ultimo posto.
Ormai fuori dai piani tecnici della Lazio, nell'ottobre 1981 accetta di scendere in Serie C1 vestendo la maglia del Modena, che lo acquista per 300 milioni di lire. Nell'ottobre del 1982 passa all'Atalanta, con la quale disputa due stagioni in Serie B e una in Serie A. Nel 1985 passa all'Avellino di Vinicio, sempre in Serie A.

Agostinelli all'Avellino nella stagione 1985-1986

Nell'ottobre 1986, dopo aver disputato le sue ultime 2 partite nella massima serie, viene ceduto in prestito al Lecce, in Serie B, disputando da titolare la stagione conclusa con la mancata promozione, dopo gli spareggi con Cesena e Cremonese. Nell'ottobre 1987 passa ancora in prestito al Genoa, sempre nella serie cadetta.
Successivamente disputa due stagioni al Mantova in Serie C1 e due stagioni alla Lodigiani in Serie C2, con cui conquista la promozione in Serie C1 nel 1991-92
In carriera ha totalizzato complessivamente 172 presenze e 3 reti in Serie A e 112 presenze e 2 reti in Serie B.

#### Nazionale
Conta 12 presenze con la nazionale Under-21, con cui ha preso parte agli Europei del 1978.

### Allenatore e dirigente
Nel 1992 comincia la carriera di allenatore, come tecnico in seconda della Lodigiani, e nel 1994 è in Serie D con il Latina. Nella stagione successiva passa all'Astrea, in Serie C2, retrocedendo in Serie D e ottenendo la promozione in C2 l'anno successivo, in cui conquista anche la Coppa Italia Dilettanti. Nel 1997-1998 allena il Mantova, in C2, e, nella stagione successiva, porta la Pistoiese dalla Serie C1 alla Serie B, conquistando la salvezza nel campionato di Serie B 1999-2000.
Nel 2000 entra nell'orbita della Gea World di Alessandro Moggi, e dopo due anni in Toscana passa alla Ternana, dove allena per due stagioni in Serie B. Nel campionato 2000-2001 sfiora la promozione in Serie A, mentre nella stagione successiva viene esonerato a novembre, complice un avvio di campionato negativo della formazione rossoverde.
Nella stagione 2002-2003, Agostinelli esordisce in Serie A allenando il Piacenza: anche in questo caso l'esperienza si conclude con un esonero e la retrocessione della squadra al termine del campionato. Nelle due stagioni successive allena Napoli (dove colleziona il terzo esonero consecutivo) e Crotone, entrambe in Serie B.
Nel febbraio 2006 subentra a Vittorio Russo alla guida della Triestina, che porterà alla salvezza. Confermato per la stagione 2006-2007 alla guida degli alabardati, nel febbraio 2007 è stato esonerato dalla squadra a favore di Franco Varrella.
Nella stagione 2007-2008 allena la Salernitana in Serie C1. La squadra staziona stabilmente in testa alla classifica del campionato, ma una serie di risultati negativi e il deterioramento dei rapporti con la presidenza conducono al suo esonero, avvenuto il 3 febbraio 2008 (con i granata in testa, a +4 sulla seconda).
Dopo due anni di inattività, il 2 dicembre 2010 torna in panchina in qualità di tecnico del Portogruaro in luogo dell'esonerato Fabio Viviani, non riuscendo a salvare la squadra veneta che chiude il campionato al penultimo posto nel campionato di Serie B 2010-2011.
Nell'aprile del 2013 subentra a Fabrizio Castori sulla panchina del Varese, in Serie B, ma fallisce l'accesso ai play-off promozione. A fine stagione viene sostituito da Stefano Sottili.
Nel settembre 2015 viene ingaggiato dalla società lucana del Potenza, compagine che milita nel campionato di Serie D, per ricoprire il ruolo di direttore tecnico. Il 28 dicembre successivo viene nominato nuovo allenatore di una delle squadre della capitale albanese, il Partizani Tirana, con i quali firma un contratto fino al termine della stagione. L'anno successivo viene ingaggiato dai campioni d'Albania dello Skënderbeu; il 3 gennaio 2017 risolve però il proprio contratto con la squadra al terzo posto in classifica a soli quattro punti dalla capolista Kukësi.
Il 24 agosto 2018 firma un contratto per allenare la squadra congolese del Motema Pembe.
Dall’ottobre 2020 al febbraio 2021 è il responsabile dell'area tecnica del Livorno  per aiutare a salvare la squadra dell’amico presidente Aldo Spinelli.
Nel luglio 2022 torna su una panchina firmando con i maltesi dello Gudja United, militanti nella massima serie dell'isola. Il 12 aprile 2023 lascia la panchina maltese e diventa il nuovo allenatore del Benevento, ultimo in Serie B con 29 punti a cinque lunghezze dalla zona play-out, in sostituzione del dimissionario Roberto Stellone, tornando così ad allenare in Italia dopo 10 anni. Con le streghe firma un contratto fino al termine della stagione. La sua squadra retrocede a una giornata dal termine nonostante la vittoria per 2-1 contro il Modena. Conclude il campionato all'ultimo posto avendo raccolto sei punti in altrettante partite. Dal giugno 2023 è capo scouting del Benevento.
Il 15 luglio 2024, Agostinelli viene ingaggiato come nuovo tecnico del Flamurtari Valona, squadra della seconda divisione albanese.

## Attività extra-calcistiche
Nel 2009 diventa commentatore di Mediaset su Premium Calcio, mentre dieci anni dopo lo si ritrova sui canali Rai per commentare l'Europeo Under-21 e per la telecronaca delle partite di Coppa Italia. Attualmente collabora con le trasmissioni radiofoniche di Radiosei, emittente privata romana che si occupa esclusivamente della Lazio: Quelli che hanno portato il calcio a Roma e Non mollare mai, condotte rispettivamente da Guido De Angelis e Alessio Buzzanca insieme a Stefano Pantano.
Da anni è volto storico come opinionista a Lazialità in TV di Guido De Angelis.
Nella stagione 2019-2020 è commentatore televisivo per la Rai delle partite del campionato di calcio di Serie B.
Nell'estate del 2021 affianca Dario Di Gennaro nella telecronaca di alcune partite dell'Europeo su Rai 1.
Successivamente diventa la seconda voce nelle telecronache di Coppa Italia, Nations League, Champions League, qualificazioni a Euro 2024 e amichevoli di nazionali sulle reti Mediaset.
Dal 2023 è opinionista presso TVPlay, il primo canale streaming sportivo di Twitch Italia. Inoltre è opinionista de Il processo di Biscardi.

## Statistiche

### Presenze e reti nei club
| Stagione         | Squadra          | Campionato       | Campionato | Campionato | Coppa Italia | Coppa Italia | Coppa Italia | Coppe continentali | Coppe continentali | Coppe continentali | Totale | Totale |
| Stagione         | Squadra          | Comp             | Pres       | Reti       | Comp         | Pres         | Reti         | Comp               | Pres               | Reti               | Pres   | Reti   |
| ---------------- | ---------------- | ---------------- | ---------- | ---------- | ------------ | ------------ | ------------ | ------------------ | ------------------ | ------------------ | ------ | ------ |
| 1975-1976        | Lazio            | A                | 2          | 0          | CI           | 1            | 0            | CU                 | 1                  | 0                  | 4      | 0      |
| 1976-1977        | Lazio            | A                | 25         | 1          | CI           | 1            | 0            | -                  | -                  | -                  | 26     | 1      |
| 1977-1978        | Lazio            | A                | 29         | 1          | CI           | 4            | 1            | CU                 | 4                  | 0                  | 37     | 2      |
| 1978-1979        | Lazio            | A                | 19         | 0          | CI           | 5            | 0            | -                  | -                  | -                  | 24     | 0      |
| Totale Lazio     | Totale Lazio     | Totale Lazio     | 75         | 2          |              | 11           | 1            |                    | 5                  | 0                  | 91     | 3      |
| 1979-1980        | Napoli           | A                | 9          | 0          | CI           | 6            | 0            | CU                 | 4                  | 1                  | 19     | 1      |
| 1980-1981        | Pistoiese        | A                | 27         | 0          | CI           | 4            | 0            | -                  | -                  | -                  | 31     | 0      |
| 1981-1982        | Modena           | C1               | 27         | 2          | CI-C         | ?            | ?            | -                  | -                  | -                  | 27     | 2      |
| 1982-1983        | Atalanta         | B                | 30         | 0          | CI           | 0            | 0            | -                  | -                  | -                  | 30     | 0      |
| 1983-1984        | Atalanta         | B                | 37         | 1          | CI           | 5            | 0            | -                  | -                  | -                  | 42     | 1      |
| 1984-1985        | Atalanta         | A                | 30         | 0          | CI           | 5            | 0            | CM                 | 4                  | 0                  | 39     | 0      |
| Totale Atalanta  | Totale Atalanta  | Totale Atalanta  | 97         | 1          |              | 10           | 0            |                    | 4                  | 0                  | 111    | 1      |
| 1985-1986        | Avellino         | A                | 28         | 1          | CI           | 5            | 0            | -                  | -                  | -                  | 33     | 1      |
| giu.-ott. 1986   | Avellino         | A                | 2          | 0          | CI           | 5            | 0            | -                  | -                  | -                  | 7      | 0      |
| 1986-1987        | Lecce            | B                | 27         | 1          | CI           | 0            | 0            | -                  | -                  | -                  | 27     | 1      |
| giu.-ott. 1987   | Avellino         | A                | 0          | 0          | CI           | 2            | 0            | -                  | -                  | -                  | 2      | 0      |
| Totale Avellino  | Totale Avellino  | Totale Avellino  | 30         | 1          |              | 12           | 0            |                    | ?                  | ?                  | 42     | 1      |
| 1987-1988        | Genoa            | B                | 18         | 0          | CI           | 0            | 0            | -                  | -                  | -                  | 18     | 0      |
| 1988-1989        | Mantova          | C1               | 31         | 2          | CI-C         | ?            | ?            | -                  | -                  | -                  | ?      | ?      |
| 1989-1990        | Mantova          | C1               | 29         | 5          | CI-C         | ?            | ?            | -                  | -                  | -                  | ?      | ?      |
| Totale Mantova   | Totale Mantova   | Totale Mantova   | 60         | 7          |              | ?            | ?            |                    | -                  | -                  | 60     | 7      |
| 1990-1991        | Lodigiani        | C2               | 30         | 4          | -            | -            | -            | -                  | -                  | -                  | ?      | ?      |
| 1991-1992        | Lodigiani        | C2               | 34         | 0          | -            | -            | -            | -                  | -                  | -                  | ?      | ?      |
| Totale Lodigiani | Totale Lodigiani | Totale Lodigiani | 64         | 4          |              | ?            | ?            |                    | -                  | -                  | 64     | 4      |
| Totale carriera  |                  |                  |            |            |              |              |              |                    |                    |                    |        |        |

### Statistiche da allenatore
Statistiche aggiornate al 19 maggio 2023.
| Stagione            | Squadra          | Campionato       | Campionato | Campionato | Campionato | Campionato | Coppe nazionali | Coppe nazionali | Coppe nazionali | Coppe nazionali | Coppe nazionali | Coppe continentali | Coppe continentali | Coppe continentali | Coppe continentali | Coppe continentali | Altre coppe | Altre coppe | Altre coppe | Altre coppe | Altre coppe | Totale | Totale | Totale | Totale | % Vittorie | Piazz.            |
| Stagione            | Squadra          | Comp             | G          | V          | N          | P          | Comp            | G               | V               | N               | P               | Comp               | G                  | V                  | N                  | P                  | Comp        | G           | V           | N           | P           | G      | V      | N      | P      | %          | Piazz.            |
| ------------------- | ---------------- | ---------------- | ---------- | ---------- | ---------- | ---------- | --------------- | --------------- | --------------- | --------------- | --------------- | ------------------ | ------------------ | ------------------ | ------------------ | ------------------ | ----------- | ----------- | ----------- | ----------- | ----------- | ------ | ------ | ------ | ------ | ---------- | ----------------- |
| lug.-dic. 1994      | Latina           | CND              | ?          | ?          | ?          | ?          | CID             | ?               | ?               | ?               | ?               | -                  | -                  | -                  | -                  | -                  | -           | -           | -           | -           | -           |        |        |        |        | —          | Eson.             |
| 1996-1997           | Astrea           | CND              | 34         | 19         | 11         | 4          | CID             | 15              | 12              | 2               | 1               | -                  | -                  | -                  | -                  | -                  | -           | -           | -           | -           | -           | 49     | 31     | 13     | 5      | 63,27      | 1º                |
| 1997-1998           | Mantova          | C2               | 34         | 12         | 11         | 11         | CI-C            | 4               | 1               | 1               | 2               | -                  | -                  | -                  | -                  | -                  | -           | -           | -           | -           | -           | 38     | 13     | 12     | 13     | 34,21      | 8º                |
| 1998-1999           | Pistoiese        | C1               | 34+3       | 13+2       | 12+1       | 9          | CI-C            | 4               | 1               | 1               | 2               | -                  | -                  | -                  | -                  | -                  | -           | -           | -           | -           | -           | 41     | 16     | 14     | 11     | 39,02      | 5º (prom.)        |
| 1999-2000           | Pistoiese        | B                | 38+1       | 13+1       | 10         | 15         | CI              | 6               | 1               | 3               | 2               | -                  | -                  | -                  | -                  | -                  | -           | -           | -           | -           | -           | 45     | 15     | 13     | 17     | 33,33      | 16º               |
| Totale Pistoiese    | Totale Pistoiese | Totale Pistoiese | 76         | 29         | 23         | 24         |                 | 10              | 2               | 4               | 4               |                    |                    |                    |                    |                    |             |             |             |             |             | 86     | 31     | 27     | 28     | 36,05      |                   |
| 2000-2001           | Ternana          | B                | 38         | 16         | 14         | 8          | CI              | 3               | 1               | 2               | 0               | -                  | -                  | -                  | -                  | -                  | -           | -           | -           | -           | -           | 41     | 17     | 16     | 8      | 41,46      | 7º                |
| lug.-nov. 2001      | Ternana          | B                | 10         | 1          | 5          | 4          | CI              | 5               | 2               | 2               | 1               | -                  | -                  | -                  | -                  | -                  | -           | -           | -           | -           | -           | 15     | 3      | 7      | 5      | 20,00      | Eson.             |
| Totale Ternana      | Totale Ternana   | Totale Ternana   | 48         | 17         | 19         | 12         |                 | 8               | 3               | 4               | 1               |                    |                    |                    |                    |                    |             |             |             |             |             | 56     | 20     | 23     | 13     | 35,71      |                   |
| 2002-feb. 2003      | Piacenza         | A                | 19         | 3          | 4          | 12         | CI              | 4               | 1               | 3               | 0               | -                  | -                  | -                  | -                  | -                  | -           | -           | -           | -           | -           | 23     | 4      | 7      | 12     | 17,39      | Eson.             |
| lug.-nov. 2003      | Napoli           | B                | 13         | 1          | 10         | 2          | CI              | 2               | 1               | 1               | 0               | -                  | -                  | -                  | -                  | -                  | -           | -           | -           | -           | -           | 15     | 2      | 11     | 2      | 13,33      | Eson.             |
| dic. 2004-apr. 2005 | Crotone          | B                | 17         | 5          | 5          | 7          | CI              | -               | -               | -               | -               | -                  | -                  | -                  | -                  | -                  | -           | -           | -           | -           | -           | 17     | 5      | 5      | 7      | 29,41      | Sub., Eson.       |
| feb.-giu. 2006      | Triestina        | B                | 13         | 4          | 4          | 5          | CI              | -               | -               | -               | -               | -                  | -                  | -                  | -                  | -                  | -           | -           | -           | -           | -           | 13     | 4      | 4      | 5      | 30,77      | Sub., 14º         |
| 2006-feb. 2007      | Triestina        | B                | 24         | 7          | 9          | 8          | CI              | 5               | 3               | 0               | 2               | -                  | -                  | -                  | -                  | -                  | -           | -           | -           | -           | -           | 29     | 10     | 9      | 10     | 34,48      | Eson.             |
| Totale Triestina    | Totale Triestina | Totale Triestina | 37         | 11         | 13         | 13         |                 | 5               | 3               | 0               | 2               |                    |                    |                    |                    |                    |             |             |             |             |             | 42     | 14     | 13     | 15     | 33,33      |                   |
| 2007-feb. 2008      | Salernitana      | C1               | 22         | 11         | 8          | 3          | CI-C            | 4               | 1               | 1               | 2               | -                  | -                  | -                  | -                  | -                  | -           | -           | -           | -           | -           | 26     | 12     | 9      | 5      | 46,15      | Eson.             |
| dic. 2010-2011      | Portogruaro      | B                | 25         | 7          | 5          | 13         | CI              | -               | -               | -               | -               | -                  | -                  | -                  | -                  | -                  | -           | -           | -           | -           | -           | 25     | 7      | 5      | 13     | 28,00      | Sub., 21º (retr.) |
| apr.-giu. 2013      | Varese           | B                | 5          | 2          | 2          | 1          | CI              | -               | -               | -               | -               | -                  | -                  | -                  | -                  | -                  | -           | -           | -           | -           | -           | 5      | 2      | 2      | 1      | 40,00      | Sub., 7º          |
| dic. 2015-2016      | Partizani Tirana | KS               | 18         | 9          | 7          | 2          | KeS             | 2               | 1               | 0               | 1               | UEL                | -                  | -                  | -                  | -                  | -           | -           | -           | -           | -           | 20     | 10     | 7      | 3      | 50,00      | Sub., 2º          |
| 2016-gen. 2017      | Skënderbeu       | KS               | 18         | 9          | 5          | 4          | KeS             | 3               | 2               | 0               | 1               | -                  | -                  | -                  | -                  | -                  | SS          | 1           | 0           | 0           | 1           | 22     | 11     | 5      | 6      | 50,00      | Resciss.          |
| 2022-apr. 2023      | Gudja Utd        | PL               | 24         | 8          | 5          | 11         | CM              | 3               | 2               | 1               | 0               | -                  | -                  | -                  | -                  | -                  | -           | -           | -           | -           | -           | 27     | 10     | 6      | 11     | 37,04      | Dimiss.           |
| apr.-giu. 2023      | Benevento        | B                | 6          | 1          | 3          | 2          | CI              | -               | -               | -               | -               | -                  | -                  | -                  | -                  | -                  | -           | -           | -           | -           | -           | 6      | 1      | 3      | 2      | 16,67      | Sub., 20º (retr.) |
| Totale carriera     | Totale carriera  | Totale carriera  | 396        | 144        | 131        | 121        |                 | 60              | 29              | 17              | 14              |                    |                    |                    |                    |                    | 1           | 0           | 0           | 1           |             | 457    | 173    | 148    | 136    | 37,86      |                   |

## Palmarès

### Giocatore

#### Club

##### Competizioni giovanili
- Campionato Primavera: 1

Lazio: 1975-1976

##### Competizioni nazionali
- Campionato italiano di Serie B: 1

Atalanta: 1983-1984
- Campionato italiano Serie C2: 1

Lodigiani: 1991-1992 (girone C)
- Torneo Estivo del 1986: 1

Avellino: 1986

#### Competizioni internazionali
- Coppa Anglo-Italiana: 1

Modena: 1982

### Allenatore

#### Competizioni nazionali
- Campionato Nazionale Dilettanti: 1

Astrea: 1996-1997 (girone F)
- Coppa Italia Dilettanti: 1

Astrea: 1996-1997